# Aeugst am Albis
Aeugst am Albis (hasta 1911 oficialmente Aeugst) es una comuna suiza del cantón de Zúrich, ubicada en el distrito de Affoltern. Limita al norte con la comuna de Stallikon, al este con Langnau am Albis y Hausen am Albis, al sur con Rifferswil y Mettmenstetten, y al oeste con Affoltern am Albis.